# Jay Gruska
Jay Gruska (* 23. April 1953 in Brooklyn, New York City) ist ein US-amerikanischer Komponist.

## Leben
Obwohl in Brooklyn, New York City geboren, verbrachte Jay Gruska seine Kindheit in Caracas, Venezuela, bevor er im Alter von neun Jahren mit der Familie nach Los Angeles zog. Schon immer von Musik begeistert und inspiriert, studierte er Musik an der UCLA. Bereits während seiner Studienzeit produzierte er vereinzelt Musikalben und schrieb später Musik für Theaterproduktionen, worauf er ab 1985 mit There Were Times, Dear auch anfing für Film und Fernsehen Musik zu komponieren.

## Filmografie (Auswahl)

### Film
- 1985: There Were Times, Dear
- 1987: Der Prinzipal – Einer gegen alle (The Principal)
- 1989: Sing – Die Brooklyn-Story (Sing)
- 1990: Auf Todesrädern (Wheels of Terror)
- 1990: Brenda und die Männer (The World’s Oldest Living Bridesmaid)
- 1990: Nightmare – Hotel des Grauens (Nightmare on the 13th Floor)
- 1991: Das Kind des Satans (Child of Darkness, Child of Light)
- 1991: Ein Baby kommt selten allein (Baby of the Bride)
- 1991: Zwei Asse schlagen wieder zu (Another Pair of Aces: Three of a Kind)
- 1992: Meh’ Geld (Mo' Money)
- 1993: Bombenattentat in New York (Without Warning: Terror in the Towers)
- 1993: Flucht aus der Vergangenheit (Dying to Remember)
- 1994: Und die Zeit heilt alle Wunden (A Time to Heal)
- 1998: Waiting for Woody
- 1999: Outlaw Kill (Outlaw Justice)

### Serie
- 1988–1990: Die besten Jahre (thirtysomething, 19 Folgen)
- 1991–2000: Beverly Hills, 90210 (33 Folgen)
- 1991–1993: Ein Strauß Töchter (Sisters, 51 Folgen)
- 1993–1997: Superman – Die Abenteuer von Lois & Clark (Lois & Clark: The New Adventures of Superman, 88 Folgen)
- 1998–2006: Charmed – Zauberhafte Hexen (Charmed, 88 Folgen)
- 2001: Lady Cops – Knallhart weiblich (The Division, 21 Folgen)
- 2002–2004: Hack – Die Straßen von Philadelphia (Hack, 33 Episoden)
- seit 2005: Supernatural

## Auszeichnungen
- 1991: Nominierung mit Paul Gordon für eine Goldene Himbeere als Schlechtester Song mit One More Cheer